# 登呂遺跡

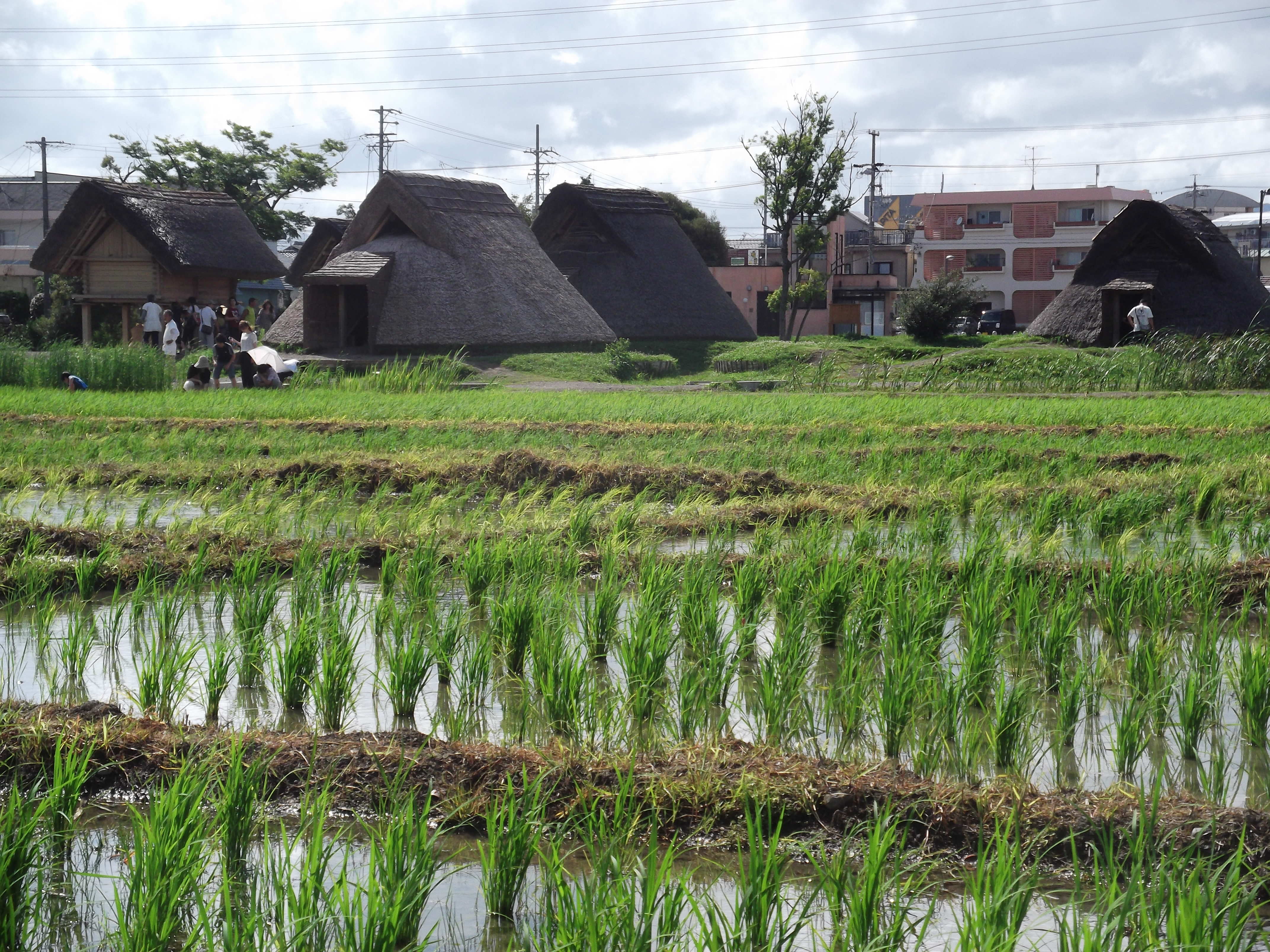

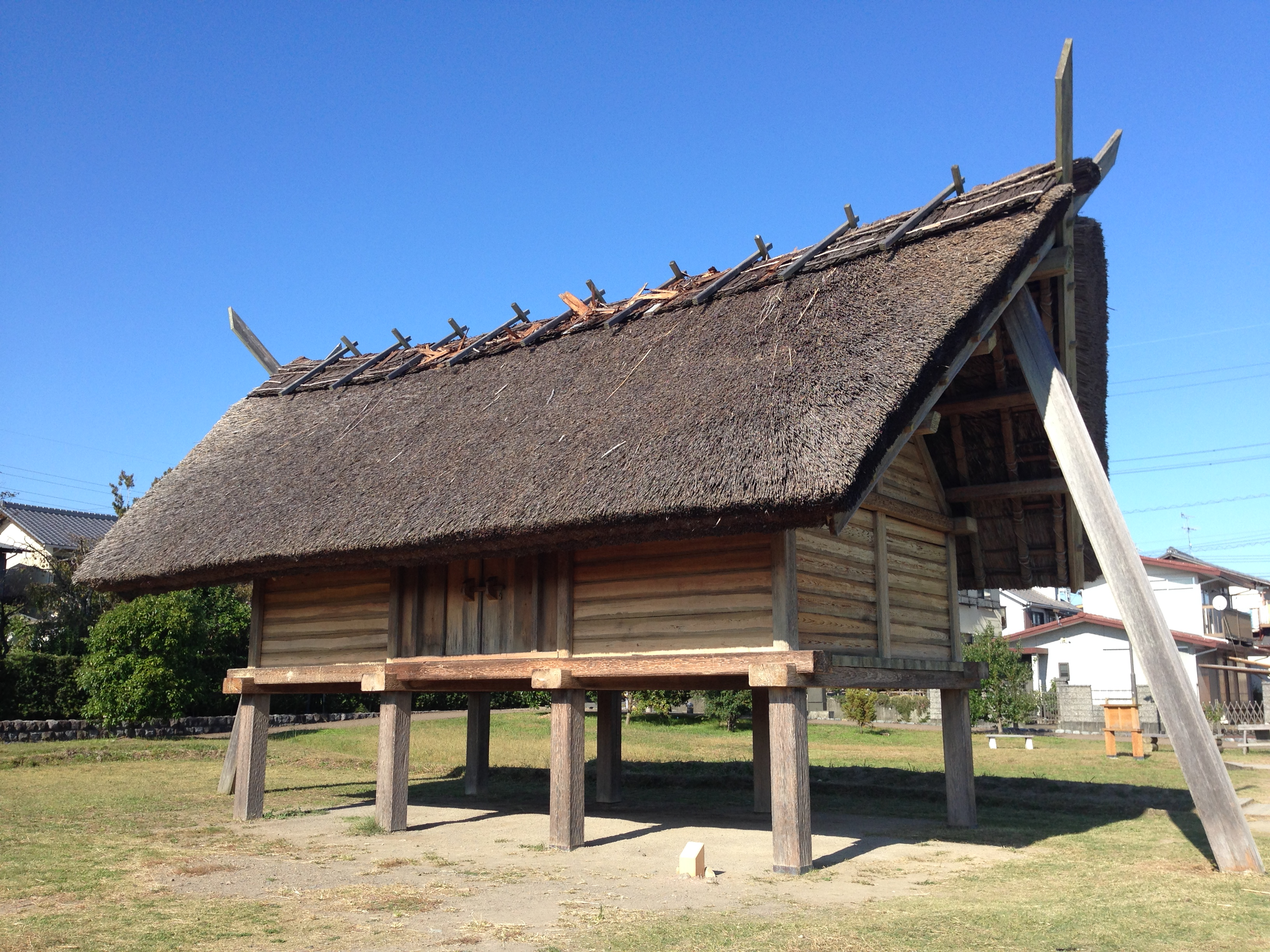

登呂遺跡（漢字：登呂遺跡；平假名：とろいせき），是日本彌生時代的一處聚落和水田遺址。位於靜岡縣靜岡市駿河區。形成時間約於二世紀至三世紀之間。1952年被日本政府指定為史蹟保護。

## 概述
此遺址是在1943年太平洋戰爭期間，軍方在此地建構防禦工事時無意間發現的。戰後，於1947年由考古學、人類學及地質學等領域的學者進行大規模發掘調查，結果發現面積約八萬平方公尺的水田殘跡、豎穴和倉庫。此外，尚有農耕、漁獵、起火以及占卜等若干工具出土。

## 周圍環境
登呂遺跡所在之處，是由安倍川的洪水夾帶之泥沙所堆蹟成之自然堤防。

## 指定保存
目前已完全復原，並在附近設立博物館開放供一般民眾參觀。

## 外部連結
- 维基共享资源上的相關多媒體資源：登呂遺跡
- 静岡市立登呂博物館 （页面存档备份，存于）

34°57′22″N 138°24′29″E / 34.95611°N 138.40806°E